# Gabinete de Azerbaiyán
El Gabinete de Ministros de la República de Azerbaiyán (en azerbaiyano Azərbaycan Respublikasının Nazirlər Kabineti) es el órgano supremo ejecutivo de la República de Azerbaiyán que supervisa a los ministerios u otros órganos ejecutivos asesores del Presidente de la República de Azerbaiyán. Fue establecido el 7 de febrero de 1991 por orden presidencial.

## Funciones
El Gabinete promulga las leyes, adopta decisiones de la seguridad política, financiera y nacional de la República. También prepara el proyecto del presupuesto, supervisa su ejecución y realiza la política fiscal; y aplica los programas estatales de desarrollo económico y seguridad social. El Gabinete de los Ministros de la República de Azerbaiyán está subordinado al Presidente.

## Estructura
El Gabinete consta de primer ministro, viceprimer ministros, ministro u otros jefes de los órganos principales ejecutivos.
El 21 de abril de 2018, por la disposición del Presidente de la República de Azerbaiyán, fue convocada nueva composición del Gabinete. El 8 de octubre de 2019 se nombró a Ali Asadov el primer ministro. Además, los miembros Gabienete actual son:
| Cargo                                                          | Titular             | Titular | Inicio                  |
| Presidente                                                     | Ilham Aliyev        |         | 31 de octubre de 2003   |
| Primera Vicepresidenta                                         | Mehriban Aliyeva    |         | 21 de febrero de 2017   |
| Primer ministro                                                | Ali Asadov          |         | 21 de abril de 2018     |
| Primer vice primer ministro                                    | Yaqub Eyyubov       |         | 13 de febrero de 2003   |
| Vice primer ministro                                           | Ali Akhmedov        |         | 22 de octubre de 2013   |
| Vice primer ministro                                           | Shahin Mustafayev   |         | 22 de octubre de 2019   |
| Ministro de Agricultura                                        | Majnun Mammadov     |         | 14 de abril de 2023     |
| Ministro de Cultura                                            | Adil Karimli        |         | 14 de abril de 2023     |
| Ministro de Defensa                                            | Zakir Hasanov       |         | 22 de octubre de 2013   |
| Ministro de Defensa Industrial                                 | Vugar Mustafayev    |         | 20 de junio de 2019     |
| Ministro de Ecología y Recursos Naturales                      | Muxtar Babayev      |         | 23 de abril de 2018     |
| Ministro de Economía                                           | Mikayil Jabbarov    |         | 23 de octubre de 2019   |
| Ministro de Ciencias y Educación                               | Emin Amrullayev     |         | 28 de julio de 2022     |
| Ministro de Situaciones de Emergencia                          | Kamaladdin Heydarov |         | 6 de febrero de 2006    |
| Ministro de Energía                                            | Parviz Shahbazov    |         | 12 de octubre de 2017   |
| Ministro de Finanzas                                           | Samir Sharifov      |         | 18 de abril de 2006     |
| Ministro de Asuntos Externos                                   | Djeyhun Bayramov    |         | 16 de julio de 2020     |
| Ministro de Salud                                              | Teymur Musayev      |         | 19 de enero de 2022     |
| Ministro de Asuntos Interiores                                 | Vilayat Eyvazov     |         | 20 de junio de 2019     |
| Ministro de Justicia                                           | Farid Ahmedov       |         | 19 de abril de 2000     |
| Ministro de Trabajo y Bienestar Social                         | Sahil Babayev       |         | 21 de abril de 2018     |
| Ministro de Desarrollo Digital y Transporte                    | Rashad Nabiyev      |         | 11 de octubre de 2021   |
| Ministro de Juventud y Deporte                                 | Farid Gayibov       |         | 7 de septiembre de 2021 |
| Jefe del Comité Estatal de Planificación Urbana y Arquitectura | Anar Guliyev        |         | 8 de enero de 2020      |
| Jefe del Comité Estatal de Asuntos de Familia, Mujer y Niños   | Bahar Muradova      |         | 12 de marzo de 2020     |
| Jefe del Comité Estatal de Refugios y Desplazados Internos     | Rovshan Rzayev      |         | 21 de abril de 2018     |
| Jefe del Comité Estatal de Diáspora                            | Fuad Muradov        |         | 23 de abril de 2018     |
| Jefe del Comité Estatal de Organizaciones Religiosas           | Sayyad Aran         |         | 21 de julio de 2014     |
| Jefe del Comité Estatal de Aduanas                             | Shahin Baghirov     |         | 14 de febrero de 2023   |
| Jefe del Comité Estatal de Estadísticas                        | Tahir Budagov       |         | 13 de agosto de 2015    |
| Jefe del Servicio Estatal de Inteligencia Extranjera           | Orkhan Sultanov     |         | 14 de diciembre de 2015 |
| Jefe del Servicio Estatal de Servicios Fronterizos             | Elchin Guliyev      |         | 31 de julio de 2002     |
| Jefe del Servicio Estatal de Migración                         | Vusal Huseynov      |         | 23 de abril de 2018     |
| Jefe del Servicio Estatal de Servicio de Seguridad             | Ali Nagiyev         |         | 20 de junio de 2019     |
| Jefe del Servicio Estatal de Movilización y Conscripción       | Mursal Ibrahimov    |         | 13 de febrero de 2012   |
| Jefe de la Agencia Estatal de Seguridad Alimentaria            | Goshgar Tahmazli    |         | 25 de diciembre de 2017 |
| Jefe de la Agencia Estatal de Turismo                          | Fuad Naghiyev       |         | 23 de abril de 2018     |